# Ламон
Ламон је насеље у Италији у округу Белуно, региону Венето.
Према процени из 2011. у насељу је живело 1779 становника. Насеље се налази на надморској висини од 594 м.

## Становништво
| 1951. | 1961. | 1971. | 1981. | 1991. | 2001. | 2011. |
| ----- | ----- | ----- | ----- | ----- | ----- | ----- |
| 7.413 | 6.530 | 4.214 | 4.120 | 3.743 | 3.412 | 3.046 |